# Zbroja lamelkowa

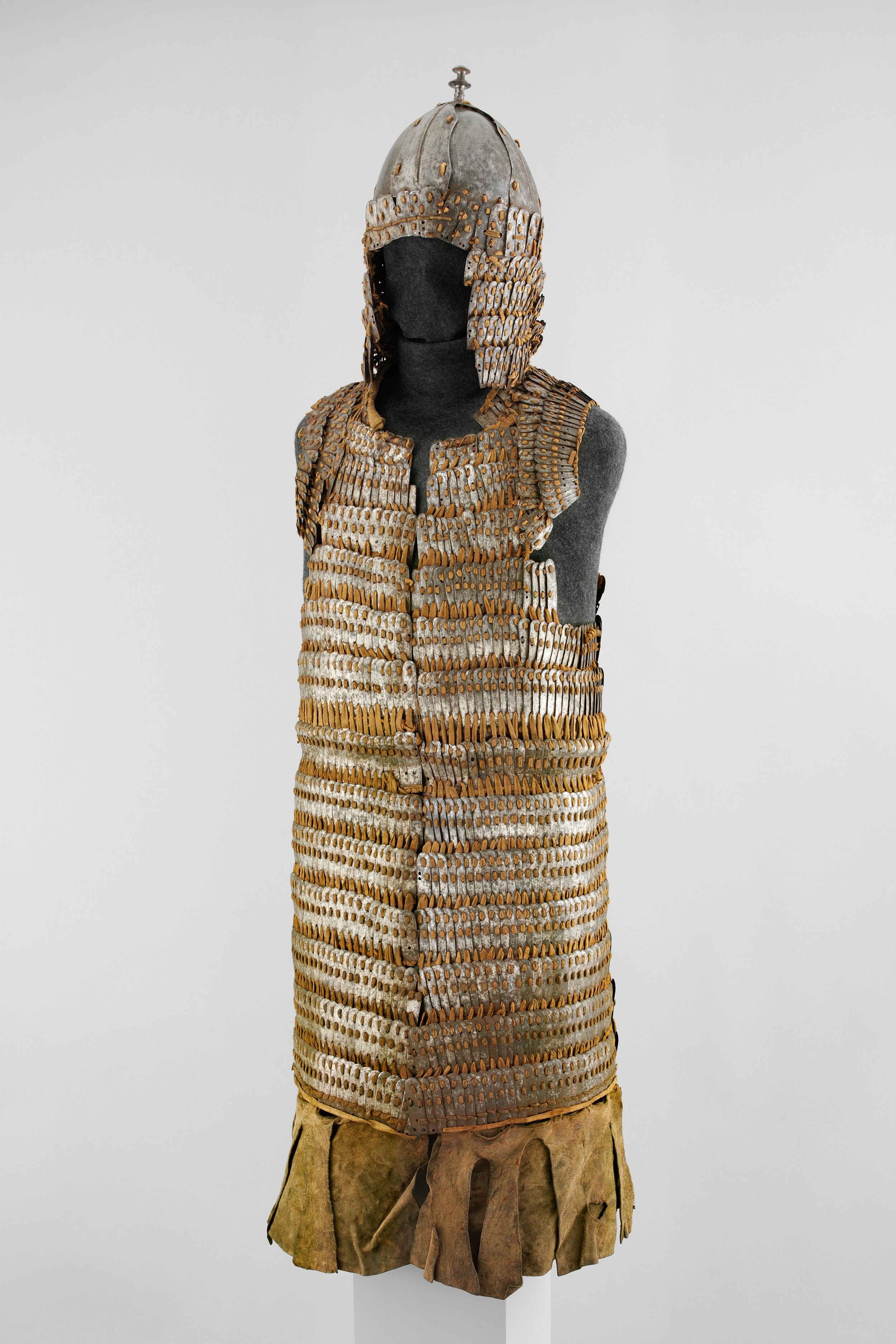
Zbroja lamelkowa, Tybet XVI-XVII wiek

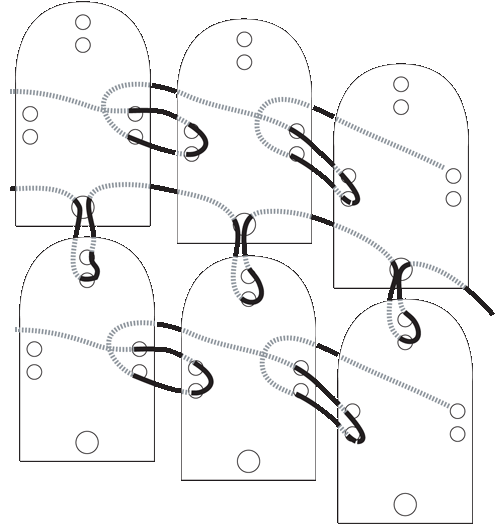
Technika mocowania lamelek

Zbroja lamelkowa (zbroja płytkowa)  – zbroja składająca się z wielu połączonych ze sobą płytek (lamelek), wywodząca się ze zbroi łuskowej.
Przypuszczalnie wynaleźli ją i rozpowszechnili Asyryjczycy w pierwszej połowie ostatniego tysiąclecia p.n.e. Zbudowana była z setek podłużnych płytek – lamelek, niekiedy w górnej części zaokrąglonych (stosunek ich długości do szerokości wynosił często 5:1). Płytki wykonywane były z żelaza, brązu, skóry lub rogu.  Każda miała 8-12 niewielkich otworów u dołu, u góry, po bokach i na środku, między którymi przewlekano skórzane rzemienie, sznurki lub drut i w odpowiedni sposób (odmienny dla różnych kultur) łączono z sąsiednimi płytkami w rzędy. Długość owych rzędów zależała od tego, które miejsce miało być chronione. Rzędy te następnie łączono wertykalnie tak, że zachodziły na siebie górnymi krawędziami. To rozwiązanie konstrukcyjne i brak integralnego podkładu skórzanego czy tekstylnego różniło pancerz lamelkowy od łuskowego. Rozcięcie umożliwiające jego założenie znajdowało się z przodu lub po bokach. Pancerz miewał różną długość, mógł też posiadać rękawy.
Tego typu pancerze można zobaczyć na asyryjskich reliefach bitewnych z Niniwy i Nimrud ukazujących przewagi Asurnasirapli i Aszurbanipala (VIII wiek i VII wiek p.n.e.). Używali ich Egipcjanie oraz ciężkozbrojni jeźdźcy katafrakci. Szybko się rozpowszechniły, wielką popularność zyskały również w centralnej Azji. Ich użytkownikami byli jeźdźcy konni armii koczowniczych – zwłaszcza: Awarowie, Scytowie, Sarmaci, Mongołowie oraz Słowianie wschodni.
Prostota konstrukcji przy równoczesnej dobrej ochronie spowodowały, że spotykana była na terenie Azji, jak i Europy,  głównie wschodniej.